# Marlenheim
Marlenheim [maʁlənaim] est une commune française située dans la circonscription administrative du Bas-Rhin et, depuis le 1er janvier 2021, dans le territoire de la Collectivité européenne d'Alsace, en région Grand Est.
Cette commune se trouve dans la région historique et culturelle d'Alsace.

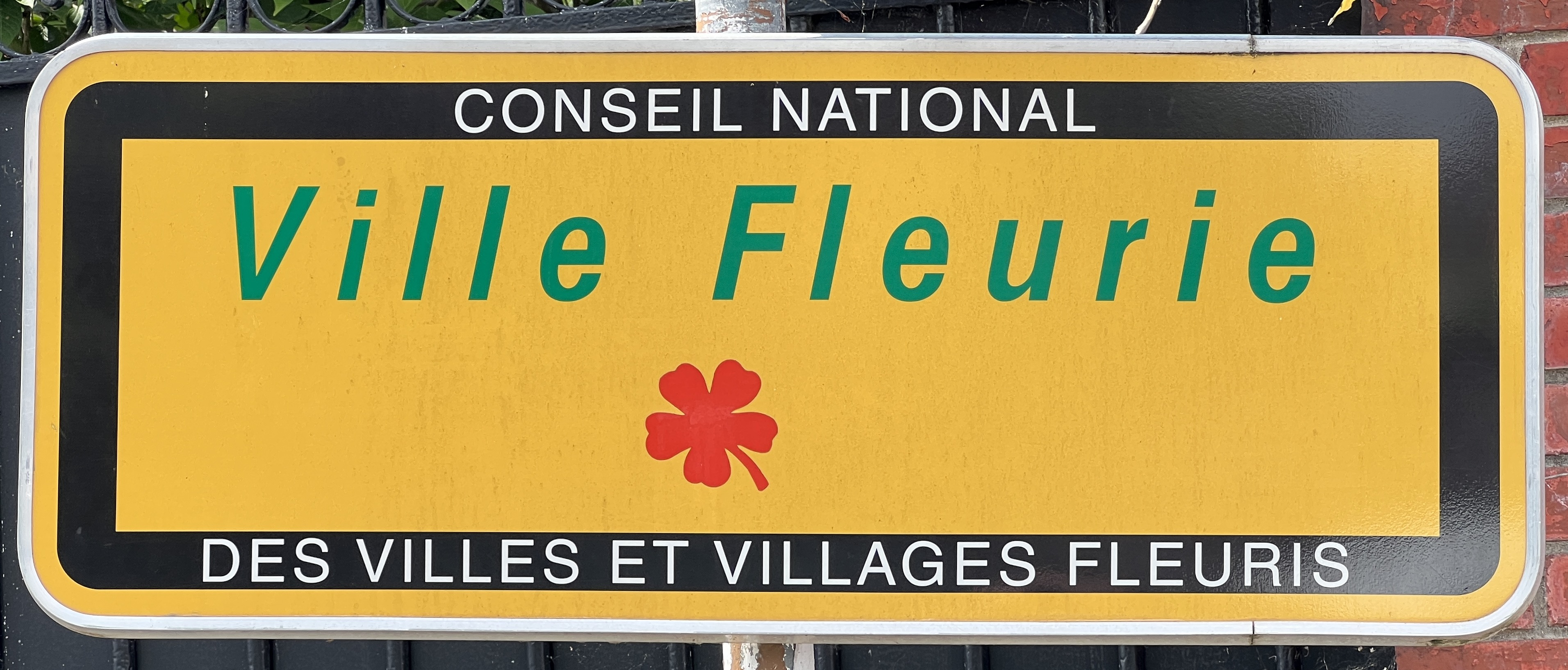
La récompense "Ville Fleurie", également connue sous le nom de "Villes et Villages fleuris, anciennement appelée concours, a été créée en 1959 en France pour promouvoir le fleurissement, l'environnement de vie et les espaces verts.

## Géographie

### Localisation
Marlenheim (Marle en alsacien) est située sur la RD 1004, à 20 km  au nord-ouest de Strasbourg, au pied du Marlenberg, colline qui culmine à 369 m.
La commune constitue la porte (entrée et sortie) nord de la route des vins d'Alsace (si l'on excepte la portion septentrionale de Wissembourg et de Cleebourg) ; le Marlenberg est couvert de vignes sur son flanc sud-est.

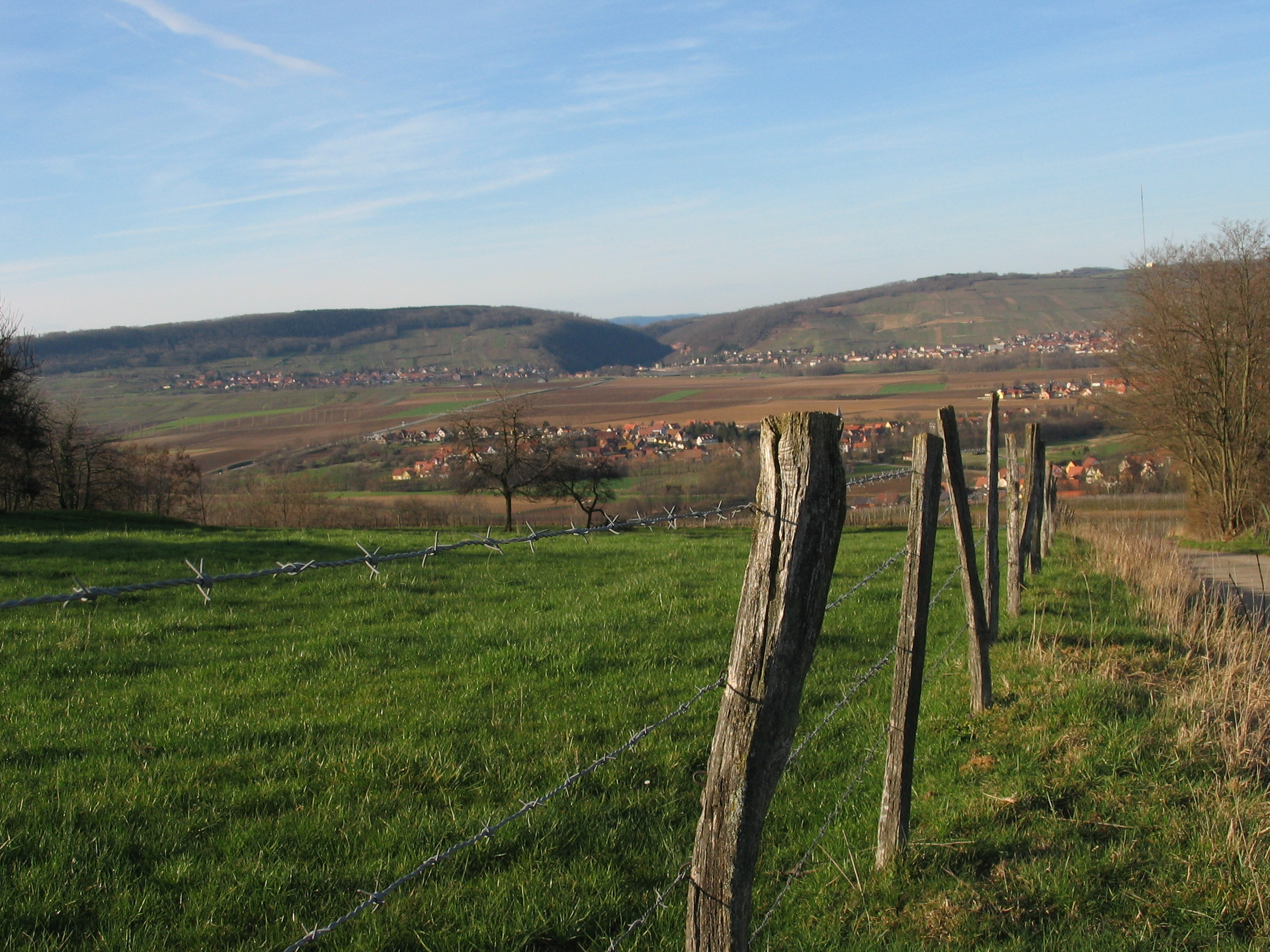
Le Kronthal, en arrière-plan.

### Voies de communication et transports
La RD 1004 (ex-RN 4), à la sortie ouest de la ville emprunte l'étroit passage naturel entre le Wangenberg et le Marlenberg que l'on appelle Kronthal. Outre la RD 1004, la Mossig et le tronçon Molsheim - Saverne déposé en 1967 de la ligne Sélestat - Saverne, depuis remplacé par une piste cyclable, empruntent cette trouée. La route départementale 220 reliant Pfettisheim à Westhoffen et la RD 422 de Marlenheim à Molsheim assurent la desserte routière de niveau local. Une déviation de la RD 1004 par le sud a été inauguré le 24 novembre 2009 et permet de contourner complètement le centre-ville. Les travaux ont été l'occasion de mettre au jour des vestiges dont la datation s'étale de 5000 av. J.-C. (Rubané récent) jusqu'à l'époque de l'occupation romaine.
Marlenheim occupe une position centrale sur l'itinéraire cyclable Molsheim - Saverne tracé sur le piémont des Vosges. Une voie verte aménagée sur l'ancienne voie ferrée Molsheim - Saverne la relie à l'ouest à Wasselonne et au sud, à travers les coteaux viticoles de la Couronne d'Or, à Molsheim.
Le grès du Marlenberg offre aux amateurs l'occasion de pratiquer la varappe sur un parcours aménagé. Cette ancienne carrière a fourni les blocs de grès qui ont servi à la construction de la cathédrale Notre-Dame de Strasbourg.

### Communes limitrophes
Marlenheim est limitrophe de Nordheim et de Fessenheim-le-Bas au nord-est, de Furdenheim à l'est, de Kirchheim au sud-est, de Wangen au sud-ouest et de Wasselonne au nord-ouest. Depuis 2012, la ville s'est agrandie, laissant place à de nouveaux logements et de nouveaux quartiers, dont le grand ensemble Colombe, composé essentiellement de logements sociaux, HLM et de maisons individuelles.
| Wasselonne | Nordheim   | Fessenheim-le-Bas |
| Wangen     | Marlenheim | Furdenheim        |
|            | Kirchheim  | Dahlenheim        |

### Hydrographie
La commune est dans le bassin versant du Rhin au sein du bassin Rhin-Meuse. Elle est drainée par la Mossig, le ruisseau de Musau, le Floss Graben et la Fosse Brugel,.
La Mossig, d'une longueur totale de 33,1 km, prend sa source dans la commune de Wangenbourg-Engenthal et se jette  dans la Bruche à Avolsheim, après avoir traversé 13 communes. 

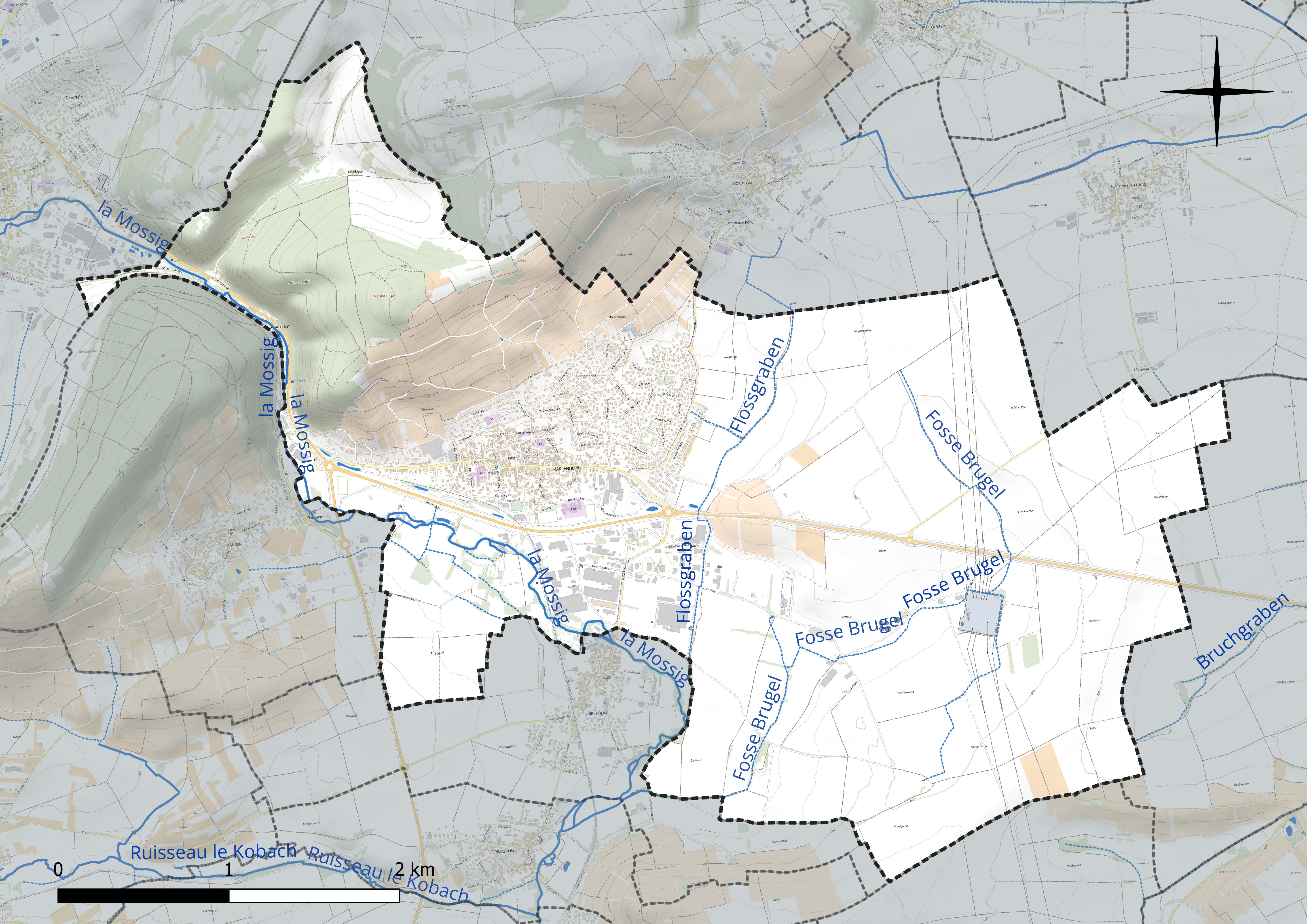
Réseau hydrographique de Marlenheim.

Le ruisseau de Musau, d'une longueur de 13 km, prend sa source dans la commune de Fessenheim-le-Bas et se jette  dans le Souffel à Dingsheim, après avoir traversé dix communes. 

### Climat
Pour des articles plus généraux, voir Climat du Grand Est et Climat du Bas-Rhin.
En 2010, le climat de la commune est de type climat des marges montargnardes, selon une étude du Centre national de la recherche scientifique s'appuyant sur une série de données couvrant la période 1971-2000. En 2020, Météo-France publie une typologie des climats de la France métropolitaine dans laquelle la commune est exposée à un climat semi-continental et est dans la région climatique  Vosges, caractérisée par une pluviométrie très élevée (1 500 à 2 000 mm/an) en toutes saisons et un hiver rude (moins de 1 °C). 
Pour la période 1971-2000, la température annuelle moyenne est de 10,3 °C, avec une amplitude thermique annuelle de 17,5 °C. Le cumul annuel moyen de précipitations est de 795 mm, avec 9,7 jours de précipitations en janvier et 9,8 jours en juillet. Pour la période 1991-2020, la température moyenne annuelle observée sur la station météorologique de Météo-France la plus proche, « Wangenbourg_sapc », sur la commune de Wangenbourg-Engenthal à 14 km à vol d'oiseau, est de 9,9 °C et le cumul annuel moyen de précipitations est de 1 131,8 mm. 
La température maximale relevée sur cette station est de 36,4 °C, atteinte le 25 juillet 2019 ; la température minimale est de −16,9 °C, atteinte le 7 février 2012,,. 
Les paramètres climatiques de la commune ont été estimés pour le milieu du siècle (2041-2070) selon différents scénarios d'émission de gaz à effet de serre à partir des nouvelles projections climatiques de référence DRIAS-2020. Ils sont consultables sur un site dédié publié par Météo-France en novembre 2022.

## Urbanisme

### Typologie
Au 1er janvier 2024, Marlenheim est catégorisée petite ville, selon la nouvelle grille communale de densité à sept niveaux définie par l'Insee en 2022.
Elle appartient à l'unité urbaine de Marlenheim, une agglomération intra-départementale regroupant cinq  communes, dont elle est ville-centre,,. Par ailleurs la commune fait partie de l'aire d'attraction de Strasbourg (partie française), dont elle est une commune de la couronne,. Cette aire, qui regroupe 268 communes, est catégorisée dans les aires de 700 000 habitants ou plus (hors Paris),.

### Occupation des sols
L'occupation des sols de la commune, telle qu'elle ressort de la base de données européenne d’occupation biophysique des sols Corine Land Cover (CLC), est marquée par l'importance des territoires agricoles (75 % en 2018), en diminution par rapport à 1990 (80,7 %). La répartition détaillée en 2018 est la suivante : 
terres arables (58 %), forêts (10,2 %), zones urbanisées (9,6 %), cultures permanentes (7,8 %), zones industrielles ou commerciales et réseaux de communication (5,3 %), prairies (4,6 %), zones agricoles hétérogènes (4,5 %). L'évolution de l’occupation des sols de la commune et de ses infrastructures peut être observée sur les différentes représentations cartographiques du territoire : la carte de Cassini (XVIIIe siècle), la carte d'état-major (1820-1866) et les cartes ou photos aériennes de l'IGN pour la période actuelle (1950 à aujourd'hui).

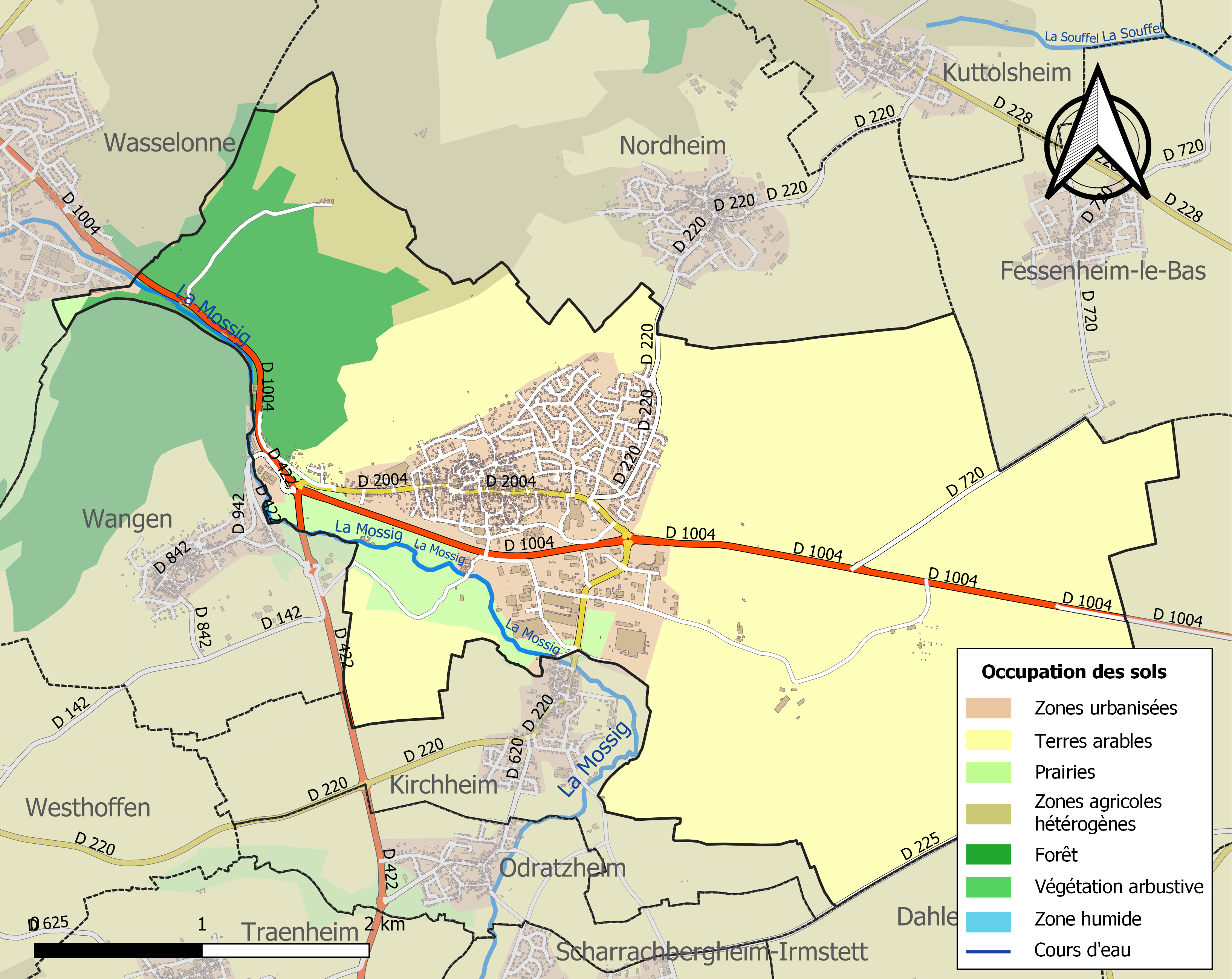
Carte des infrastructures et de l'occupation des sols de la commune en 2018 (CLC).

## Toponymie
Attesté sous les formes in Marilegio villa en 589, villa Marolegia en 613, Marelaigia 742.
Toponyme sans doute prélatin, germanisé par adjonction de l'appellatif -heim « foyer, village ».

## Histoire

### Origines

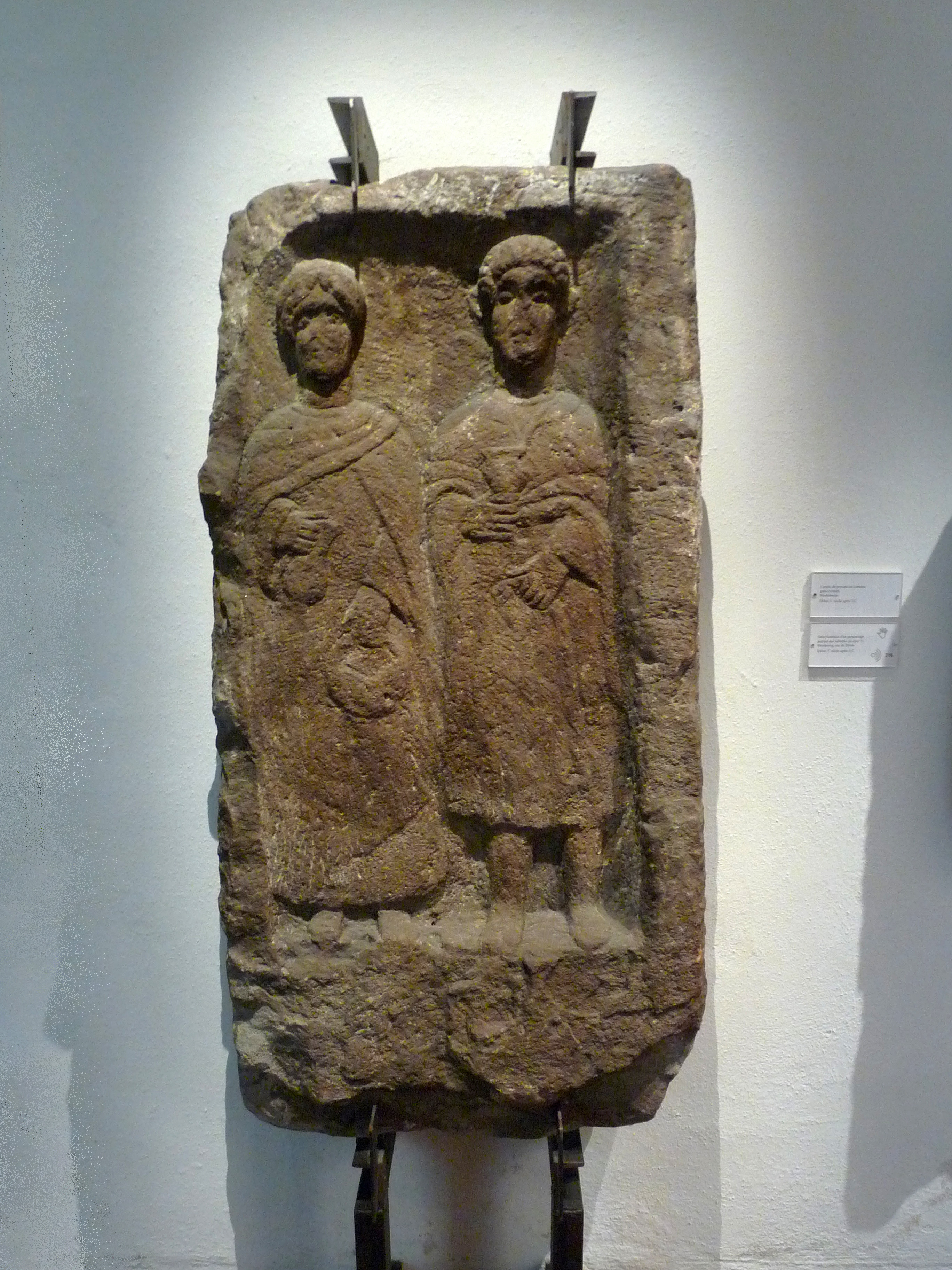
Couple de paysans en costume gallo-romain (Musée archéologique de Strasbourg).

On a trouvé en 2007 des vestiges d'un ancien village daté du Néolithique récent grâce à la découverte des restes de trois individus.
Marilegium, sans doute ancienne villa des rois francs, est cité dès le VIe siècle par Grégoire de Tours : la reine Brunehilde y venait souvent avec ses petits-fils.
Grégoire de Tours rapporte qu'en l'an 590 Droctulf dut cultiver une vigne à « Marilegium ».
L'empereur Louis le Pieux, trahi par ses fils au « Champ du Mensonge », y fut enfermé en juin 833 avant d'être transféré à Soissons pour y être jugé par la diète de l'Empire.

### Époque contemporaine
Xavier Muller, maire à partir de 1972, est battu en 2008. C'est Marcel Luttmann qui le remplace, réélu en 2014. Sous les mandats de ces deux maires, Marlenheim se développe fortement, avec la construction de nombreuses zones résidentielles, l'installation d'une zone commerciale centrée autour d'un magasin Simply, devenu Auchan en 2018, la création d'une voie express permettant à la Nationale 4 / RD 1004 de contourner le centre-ville, et l'installation de nombreux giratoires, dans le cadre du projet TSPO.

## Politique et administration

### Liste des maires
| Période                                  | Période                       | Identité                   | Étiquette        | Qualité |
| ---------------------------------------- | ----------------------------- | -------------------------- | ---------------- | --- |
| Les données manquantes sont à compléter. |                               |                            |                  | |
| 1800                                     | ?                             | Sébastien Brandle          |                  | |
| ca. 1805                                 |                               | François Imbs              |                  | |
| mars 1816                                | décembre 1830                 | François Stupffel          |                  | |
| Les données manquantes sont à compléter. |                               |                            |                  | |
| juillet 1906                             | décembre 1919                 | Joseph Mosbach             |                  | |
| ca. 1929                                 |                               | Charles Kling              |                  | |
| Les données manquantes sont à compléter. |                               |                            |                  | |
| juin 1945                                | mars 1971                     | Rodolphe Klein (1899-1975) |                  | Avocat au barreau de Strasbourg |
| mars 1971                                | mars 2008                     | Xavier Muller (1932- )     | UDF-CDS puis DVD | Viticulteur Conseiller régional d'Alsace (1986 → 2004)                                                                                             |
| mars 2008                                | mai 2020                      | Marcel Luttmann            | DVD              | Retraité Premier adjoint au maire (2001 → 2008) Vice-président de la CC de la Mossig et du Vignoble (2017 → 2020)                                  |
| mai 2020                                 | En cours (au 19 janvier 2021) | Daniel Fischer             | DVD              | Ancien cadre dirigeant d'un groupe immobilier Premier adjoint au maire (2008 → 2020) Vice-président de la CC de la Mossig et du Vignoble (2020 → ) |

### Jumelages
- Bouillante (France) en Guadeloupe[27], depuis 1975, sous l’impulsion de Père Joseph Finck, originaire de Marlenheim et missionnaire en Guadeloupe[28].
- Rust (Allemagne) depuis 1984, fruit d’une volonté politique de mise en place de partenariat entre communes allemandes et françaises, en particulier grâce à Mme Jeanne Maetz-Lehn (Präsidentin der Union der Föderalisten -Region Elsaß- in Straßburg)[28].

## Population et société

### Démographie
L'évolution du nombre d'habitants est connue à travers les recensements de la population effectués dans la commune depuis 1793. Pour les communes de moins de 10 000 habitants, une enquête de recensement portant sur toute la population est réalisée tous les cinq ans, les populations de référence des années intermédiaires étant quant à elles estimées par interpolation ou extrapolation. Pour la commune, le premier recensement exhaustif entrant dans le cadre du nouveau dispositif a été réalisé en 2008.

En 2022, la commune comptait 4 200 habitants, en évolution de −0,8 % par rapport à 2016 (Bas-Rhin : +3,17 %, France hors Mayotte : +2,11 %).
| 1793  | 1800  | 1806  | 1821  | 1831  | 1836  | 1841  | 1846  | 1851  |
| ----- | ----- | ----- | ----- | ----- | ----- | ----- | ----- | ----- |
| 1 508 | 1 574 | 1 595 | 1 940 | 1 962 | 2 033 | 1 820 | 1 884 | 1 899 |

| 1856  | 1861  | 1866  | 1871  | 1875  | 1880  | 1885  | 1890  | 1895  |
| ----- | ----- | ----- | ----- | ----- | ----- | ----- | ----- | ----- |
| 1 765 | 1 727 | 1 740 | 1 640 | 1 513 | 1 540 | 1 477 | 1 507 | 1 422 |

| 1900  | 1905  | 1910  | 1921  | 1926  | 1931  | 1936  | 1946  | 1954  |
| ----- | ----- | ----- | ----- | ----- | ----- | ----- | ----- | ----- |
| 1 450 | 1 508 | 1 458 | 1 279 | 1 347 | 1 470 | 1 533 | 1 525 | 1 464 |

| 1962  | 1968  | 1975  | 1982  | 1990  | 1999  | 2006  | 2008  | 2013  |
| ----- | ----- | ----- | ----- | ----- | ----- | ----- | ----- | ----- |
| 1 512 | 1 823 | 2 287 | 2 822 | 2 956 | 3 365 | 3 477 | 3 509 | 4 005 |

| 2018  | 2022  | - | - | - | - | - | - | - |
| ----- | ----- | - | - | - | - | - | - | - |
| 4 267 | 4 200 | - | - | - | - | - | - | - |

### Vie culturelle

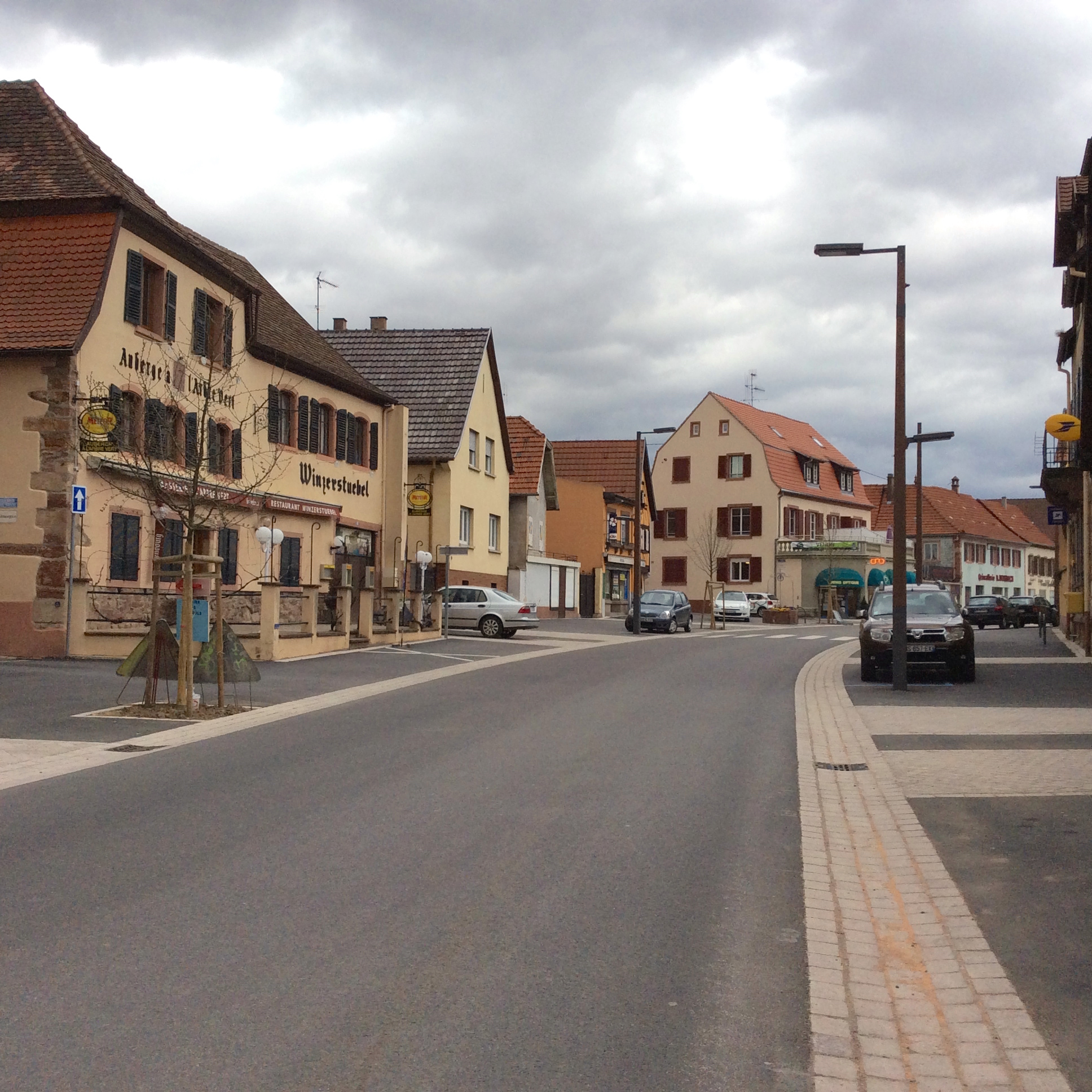
Rue Général-de-Gaulle à Marlenheim.

- Le mariage de l'Ami Fritz, qui a lieu tous les ans le 15 août, évoque les noces paysannes du XIXe siècle et fait référence à l'œuvre d'Erckmann-Chatrian.
- Le Salon du Livre Régional, en juin les années paires.
- La fête des vendanges, le troisième dimanche d'octobre.
- Les Nuits Théâtrales de Marlenheim, en juin et juillet les années impaires[33].

## Économie

### Industrie
Outre les entreprises viticoles (Laugel -aujourd’hui Metz) et Mosbach et Muller pour les plus importantes), Marlenheim dispose d'un tissu économique dynamique (extension actuelle de la zone d'activités à l'entrée est de la commune) : équipementier automobile, industrie agro-alimentaire (pâtes Heimburger), minoterie (Moulin du Kronthal). À noter la présence d'un restaurant étoilé de renom national : « le Cerf ». De nombreux commerces de tous ordres jalonnent l'axe routier structurant de la commune.

### Énergie
La commune héberge un poste électrique de 400 kV, relié à celui de Vigy.

## Culture locale et patrimoine

### Lieux et monuments
- Église Sainte-Richarde : en particulier le bas-relief du XIIe siècle, tympan roman représentant le Christ avec les apôtres Pierre et Paul et celui, daté de 1653, représentant la scène biblique du mont des Oliviers.

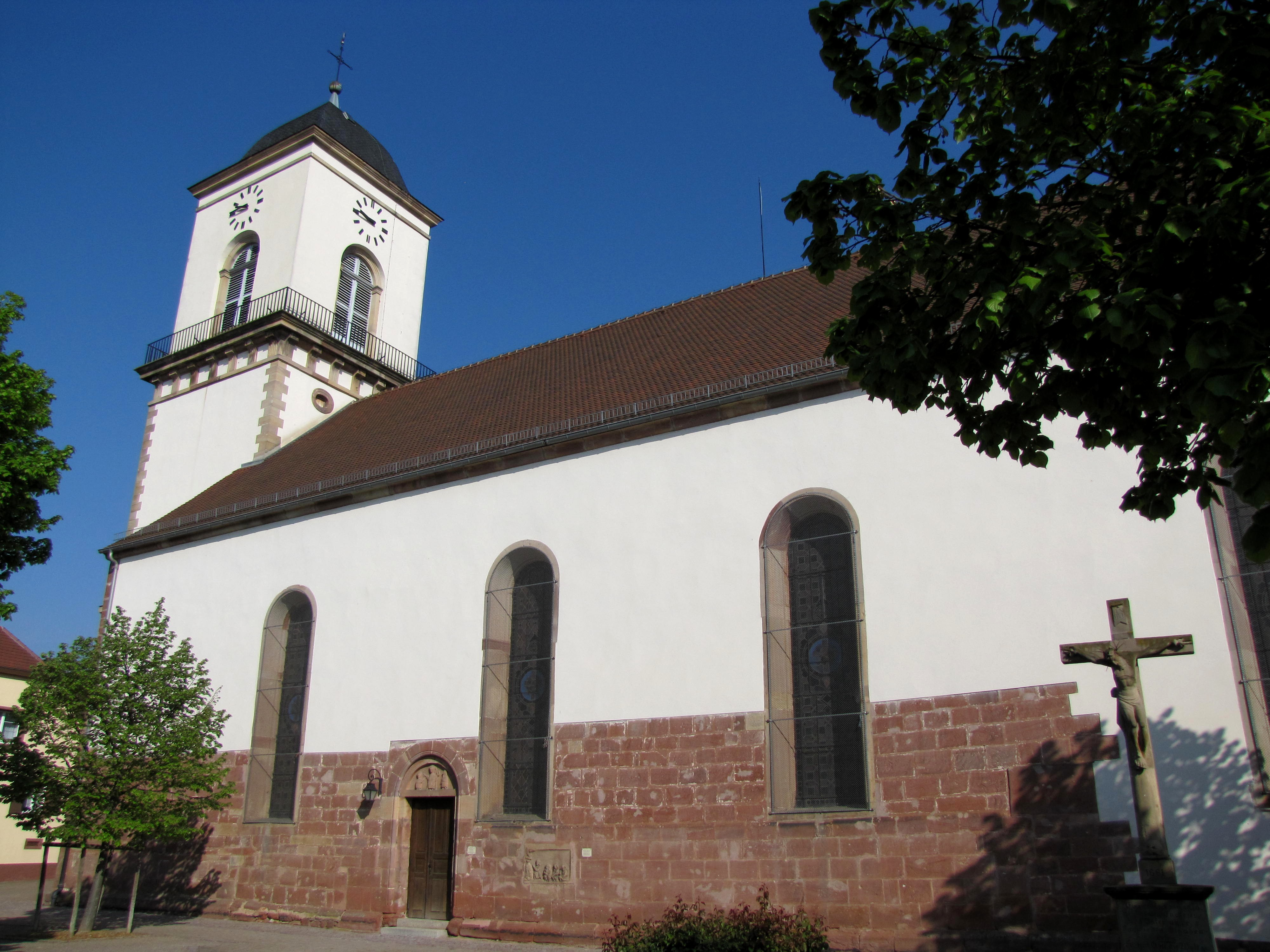
Église Sainte-Richarde.
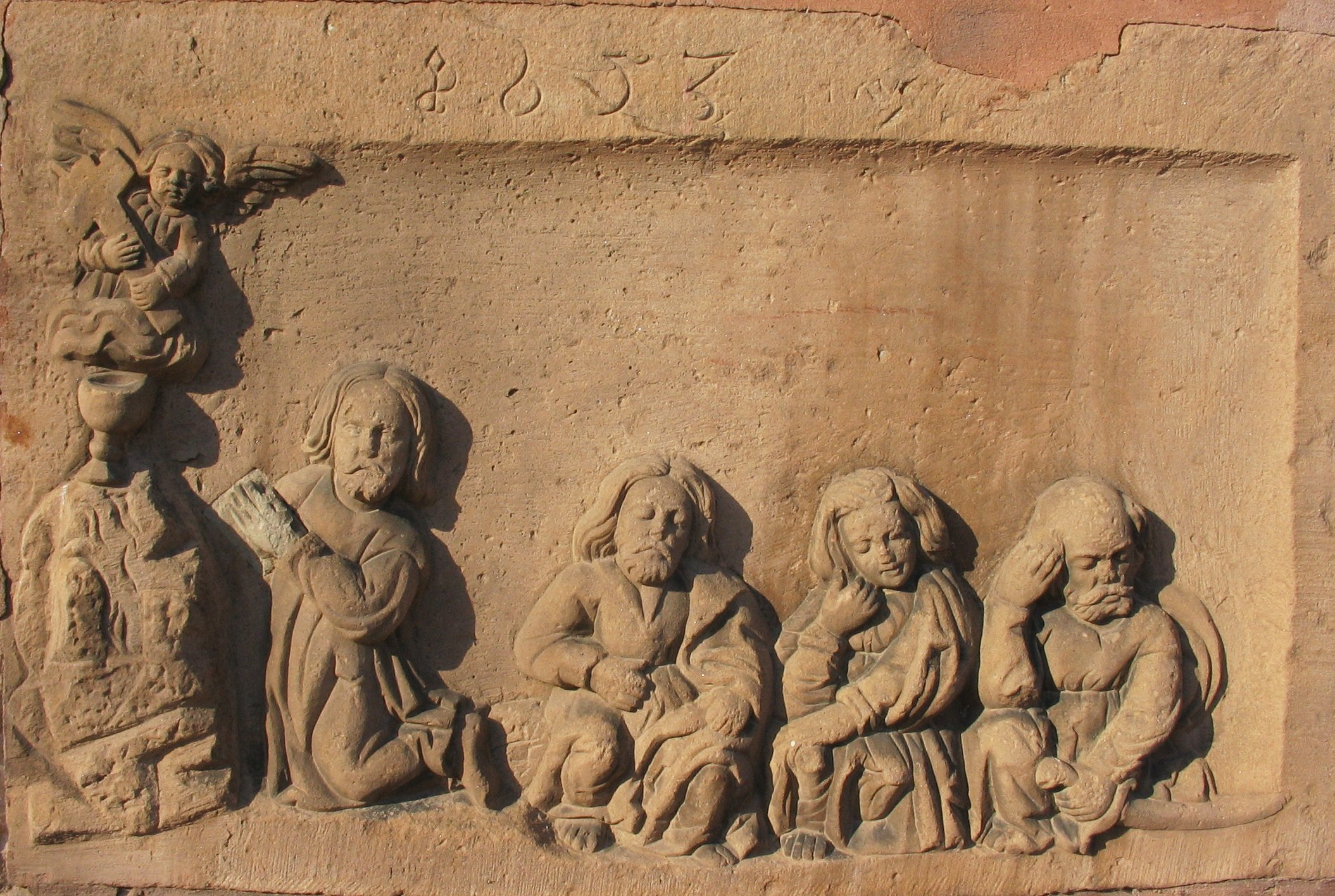
Bas-relief du Mont des Oliviers.
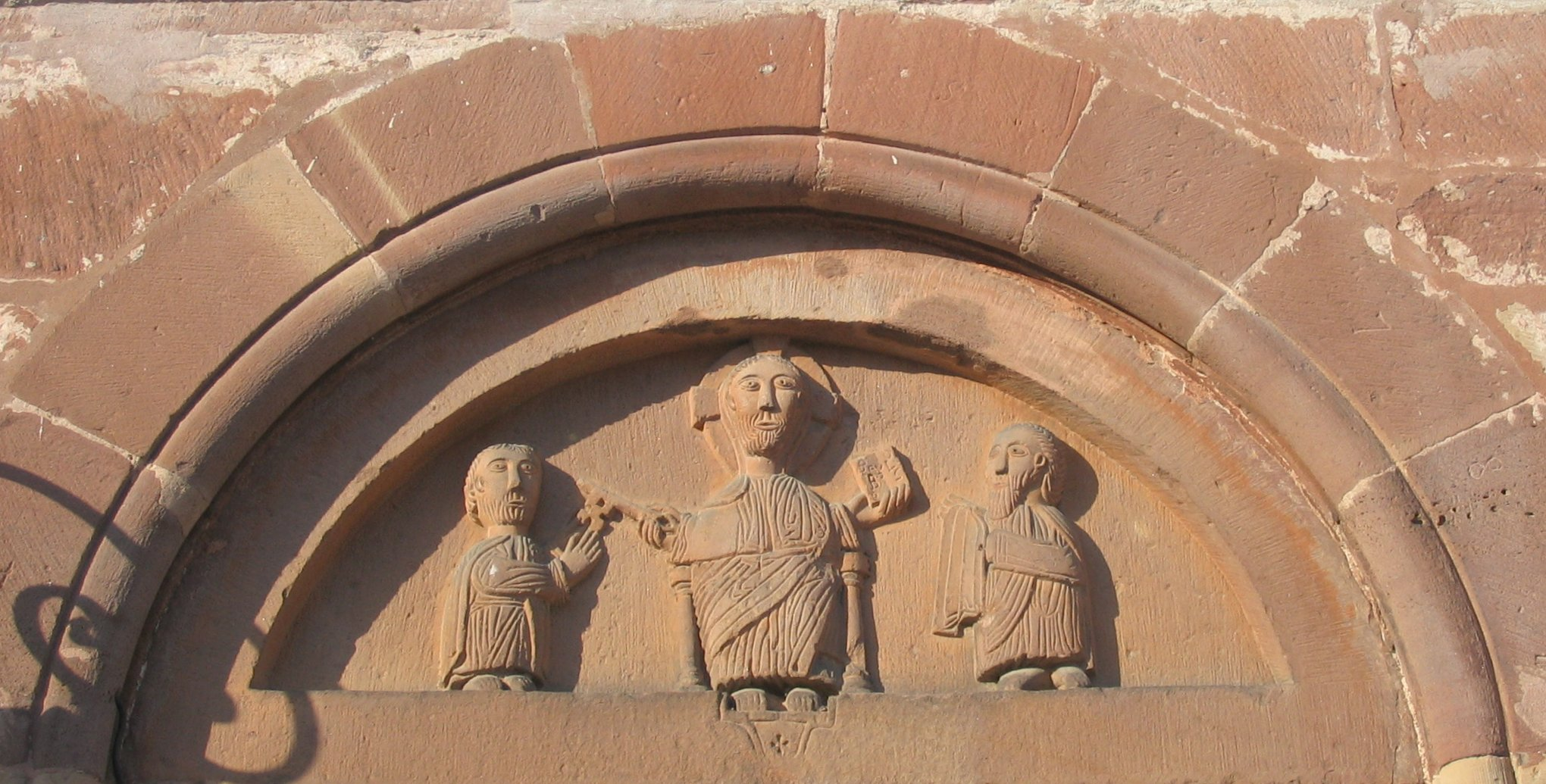
Tympan roman (XIIe siècle).
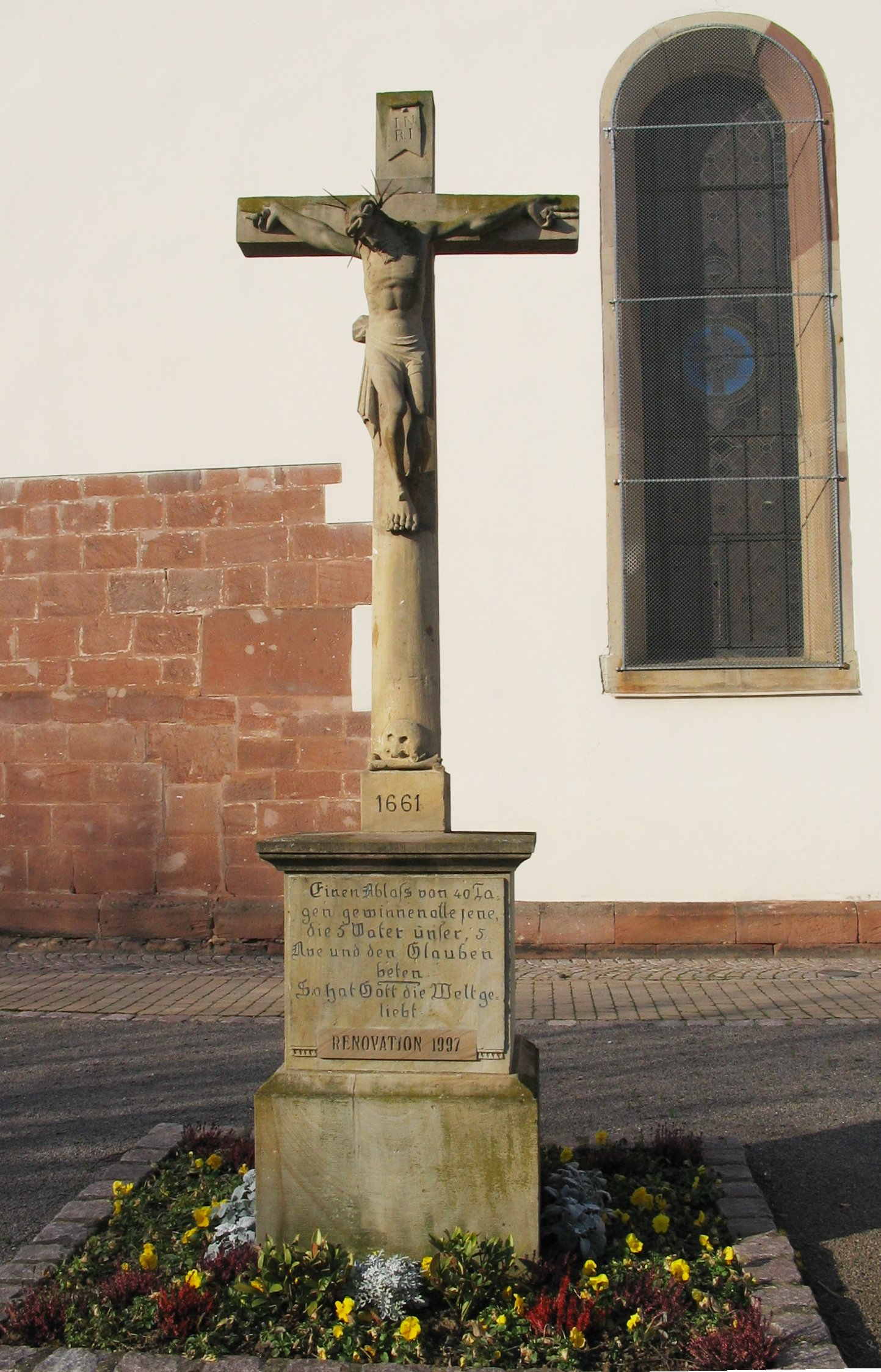
Croix de 1661.

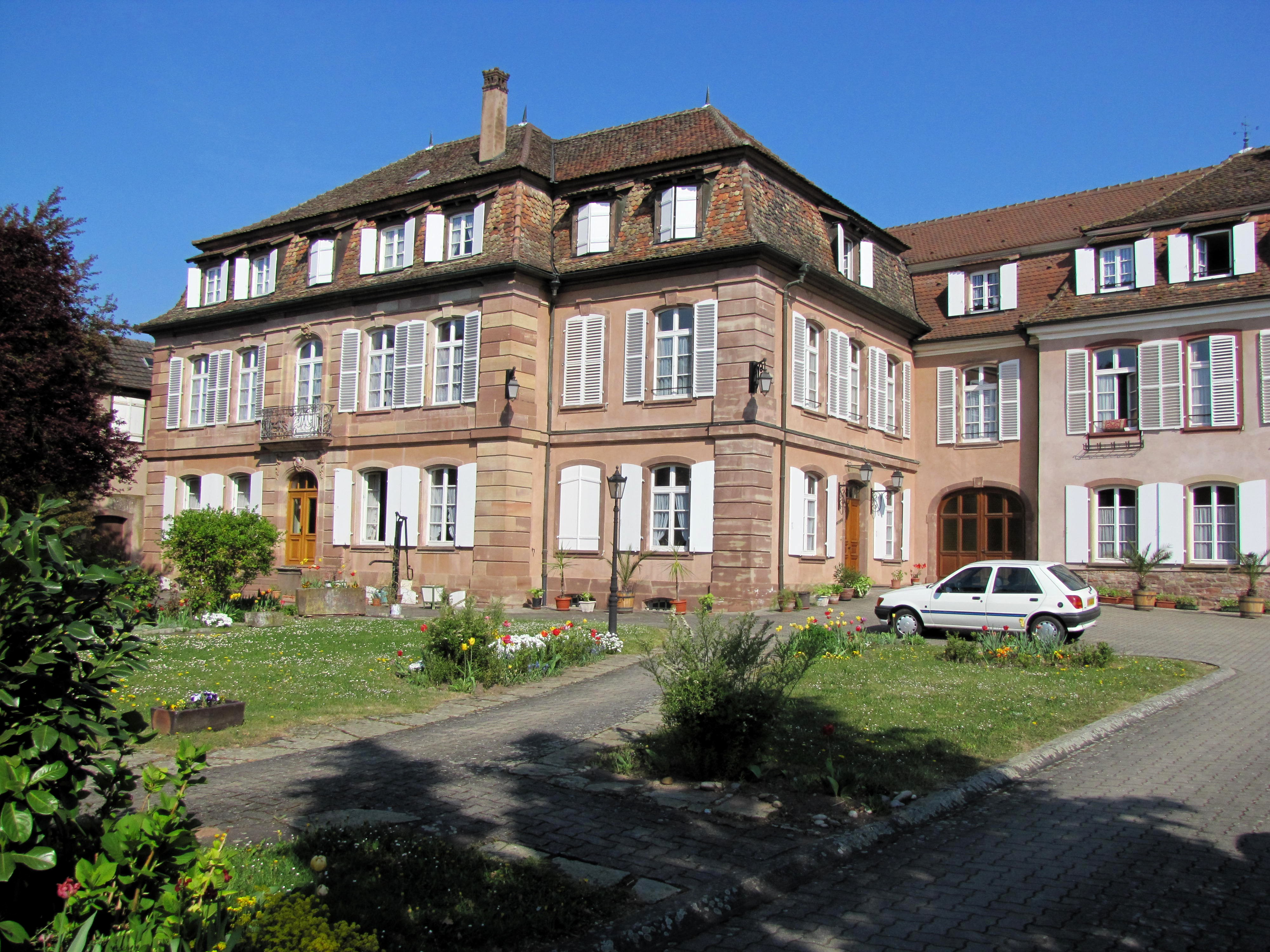
Cour domaniale de l'abbaye d'Andlau.

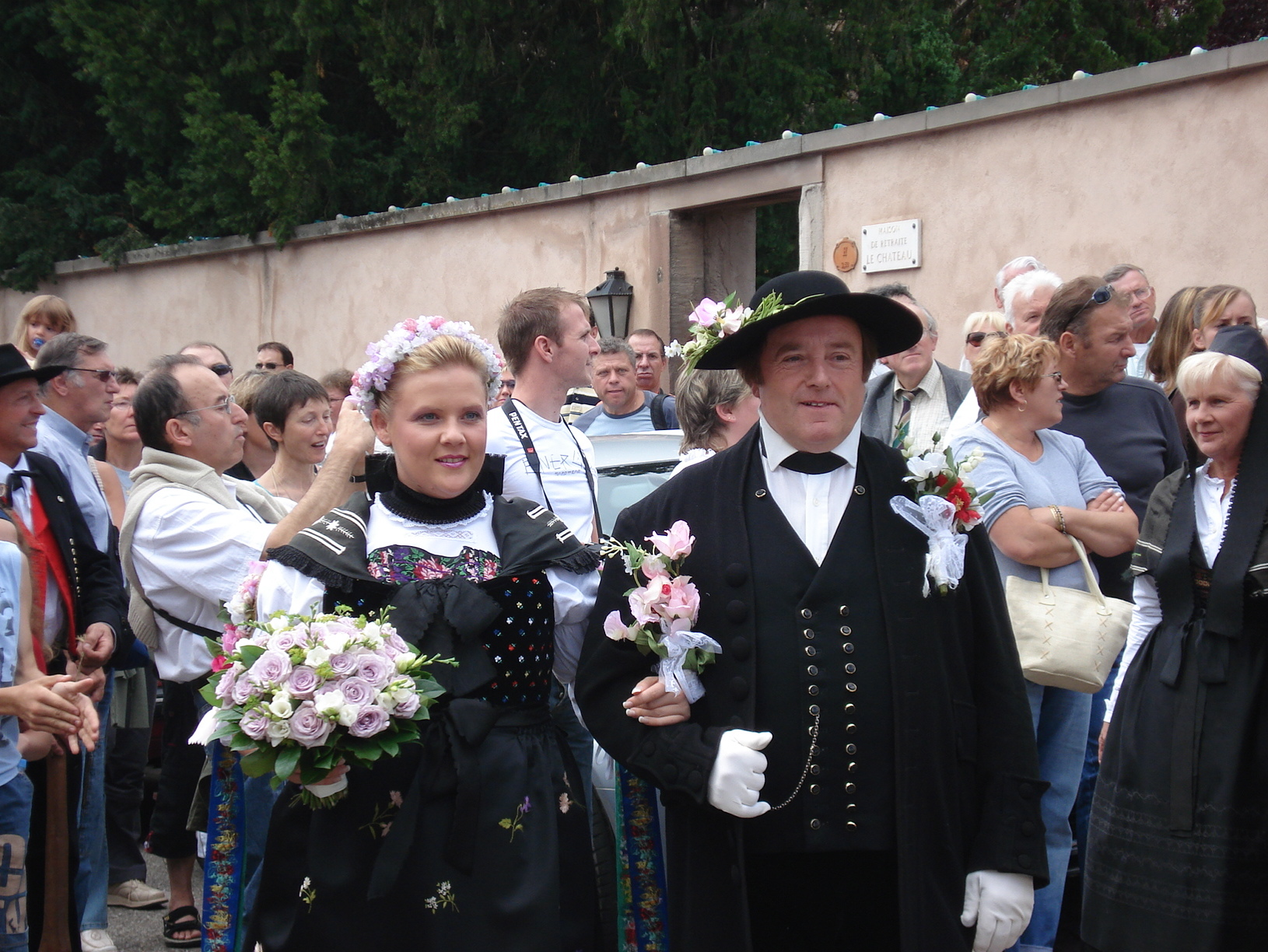
Mariage de l'Ami Fritz et de Suzel.

- Cour domaniale de l'abbaye d'Andlau, dite « Stadelhof » au XIIIe siècle, puis école supérieure de théologie de 1835 à 1842, actuellement maison de retraite des Sœurs de la Divine Providence de Ribeauvillé.
- Chapelle de la Croix et son chemin de croix du XVIIIe siècle.
- Moulin du Kronthal entre Marlenheim et Wasselonne.
- Nombreuses maisons à colombages du XVIe au XVIIIe siècle, dont la maison au 66, rue du Général-de-Gaulle, inscrite au titre des monuments historiques depuis 1932.
- Croix datée de 1661.
- Puits Saint-Martin (1498).

### Personnalités liées à la commune
- Nicolas Delsor (1847-1927), ecclésiastique et homme politique, curé de la paroisse de Marlenheim de 1901 à 1919[34].
- François Xavier Vogt (1870-1943), évêque catholique.
- Jean-Émile Friand (1920-2012), résistant français pendant la Seconde Guerre mondiale.

### Héraldique
| Blason de Marlenheim | Blason  | De sable à la fleur de lys d'argent. |
| Blason de Marlenheim | Détails |                                      |